# Тафийци
Тафийците (на старогръцки: Τάφιοι, Τηλεβόιδες, Τάφος, Tilevoides, Taphier, Teleboer, Taphos, Teleboai) са митичен народ, споменат от Омир. Те се наричат също телебои. Те са група от Лелегите, населявали Тафийските острови и били опитни в мореплаването.
Тафий, син на Посейдон и Хипотоя, дъщеря на Местор (син на Персей и Андромеда) и на Лизидика (дъщеря на Пелопс и Хиподамея), е тяхен вожд.